# Helina lombokensis
Helina lombokensis är en tvåvingeart som beskrevs av Willi Hennig 1952. Helina lombokensis ingår i släktet Helina och familjen husflugor. Inga underarter finns listade i Catalogue of Life.